# Замок Виана-ду-Алентежу
Замок Виана-ду-Алентежу (порт. Castelo de Terena) — средневековый замок в поселке Виана-ду-Алентежу округа Эвора Португалии. Расположен примерно на полпути между Эворой и Бежой на южном подножии горы Сан-Висенте. Считается, наряду с замком Алвиту, одним из самых замечательных архитектурных ансамблей периода поздней готики в стране. 

## История
Считается, что начало освоения человеком данного региона относится ко времени римского вторжения на Пиренейский полуостров, об этом свидетельствуют археологические находки в часовне Богоматери в Виана-ду-Алентежу — некрополь с надгробиями и римские монеты периода первых императоров. После нашествия германских народов местность попала под власть мусульман, а во время Реконкисты была завоевана португальскими войсками.
Домен Виана-ду-Алентежу первоначально был частью домена Эвора, но в первые годы второй половины XIII века был пожалован Эгидиу Мартиншу, дворецкому короля Афонсу III.
После смерти короля Мартин Жиль, вступивший во владение деревней, получил от Диниша I (1279—1325) фуэрос с обязательством построить замок (1313). В следующем году деревня и её поля были подарены королём своему сыну, будущему Афонсу IV.
Во время правления Жуана II (1481—1495) укрепления замка были реконструированы, а в 1481 году деревня вместе с замком была подарена знатному роду Виана, после чего и получила нынешнее название. В 1489 году замок, наряду с замком Алвиту, был выбран в качестве места для торжеств по случаю свадьбы принца Афонсу и инфанты Изабеллы Кастильской в январе и феврале 1491 года, что поспособствовало ускорению реставрации замковой церкви.
Строительные работы были продолжены во времена правления Мануэля I (1495—1521), ими руководили инженеры Мартин Лоуренсу, Диогу де Арруда и Франсишку де Арруда.
В последующие века замок стал приходить в упадок, в частности, были утрачены крепостной ров и подъемный мост, ведший к главным воротам.
23 июня 1910 года замок был объявлен национальным памятником, однако реставрационные работы начались лишь в 1940 году под эгидой Генерального директората по национальным зданий и памятников.

## Архитектура
Замок построен в готическом стиле, при этом за годы реконструкций приобрел и элементы стилей мануэлино и мудехар. В целом замок имеет неправильную пятиугольную форму, стены усилены пятью цилиндрическими башнями по углам. Стена на юге, востоке и северо-западе усилена зубцами и бойницами. С юга и северо-запада во внутренний двор ведут ворота — Porta da Matriz и Porta da Misericórdia соответственно, последние ведут к притвору храма.
Внутри замка расположены церкви Милосердия и Богоматери, ратуша и часовня святого Антония, стоящая в окружении деревьев сада.

## Галерея

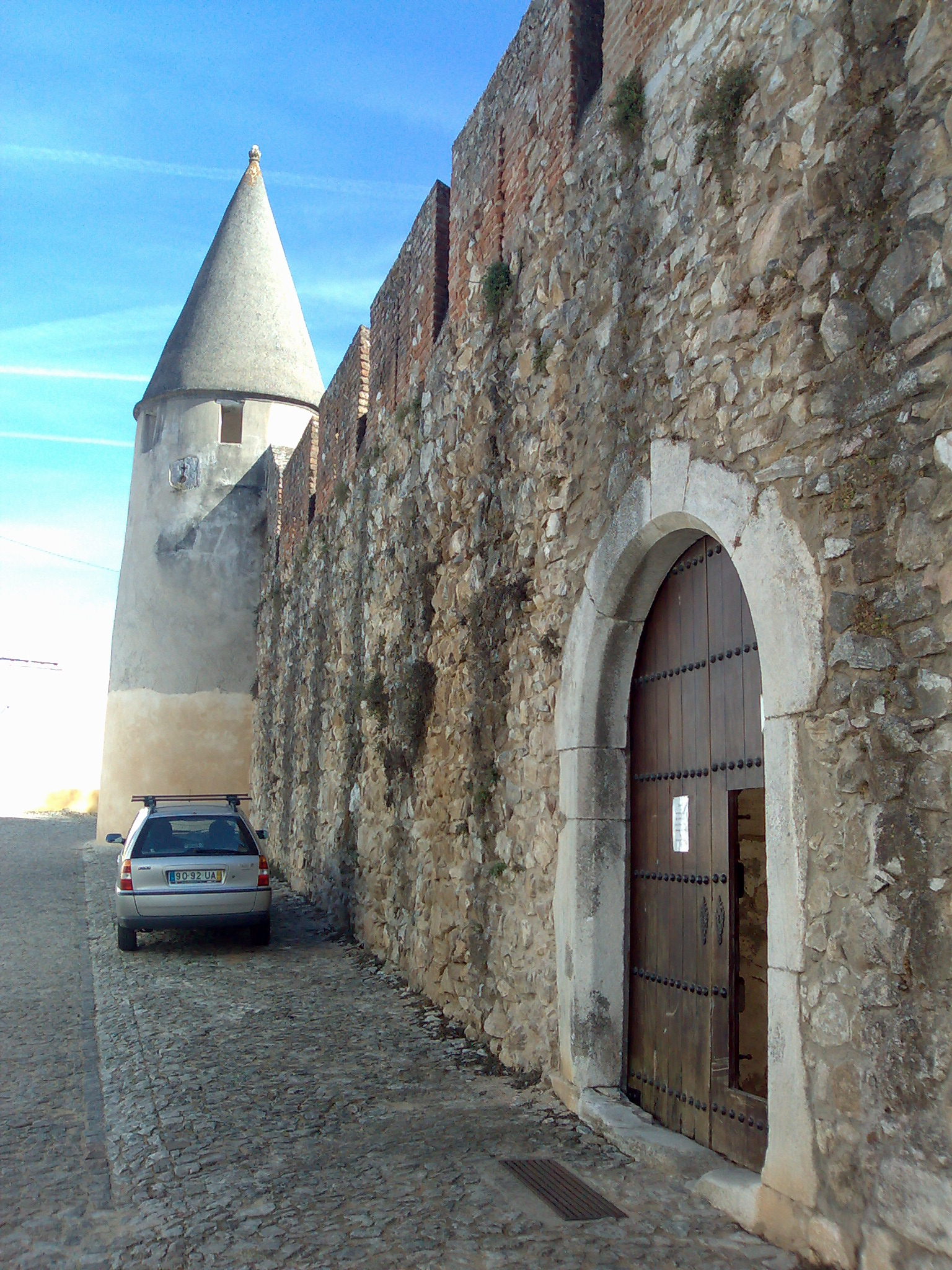
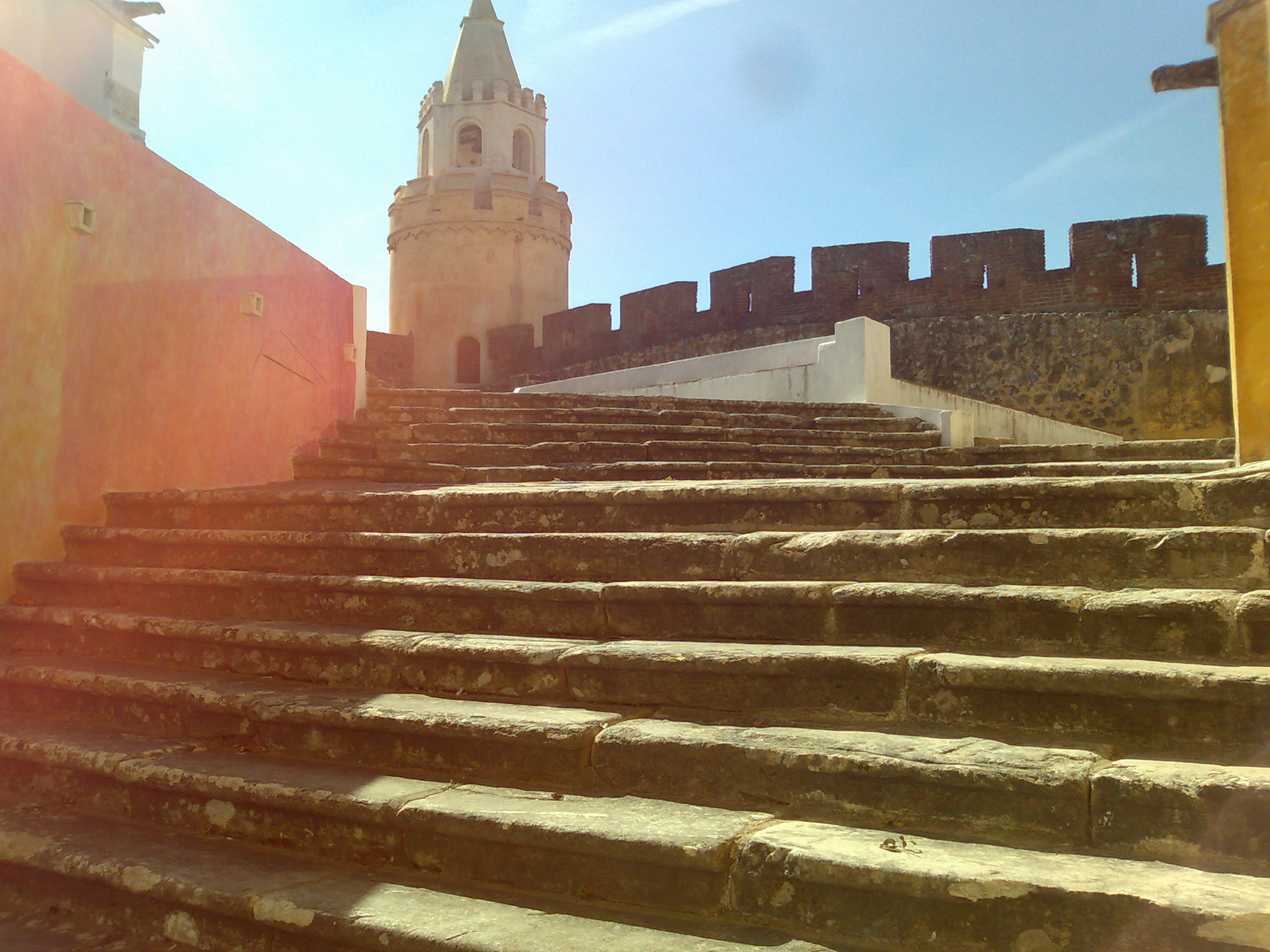
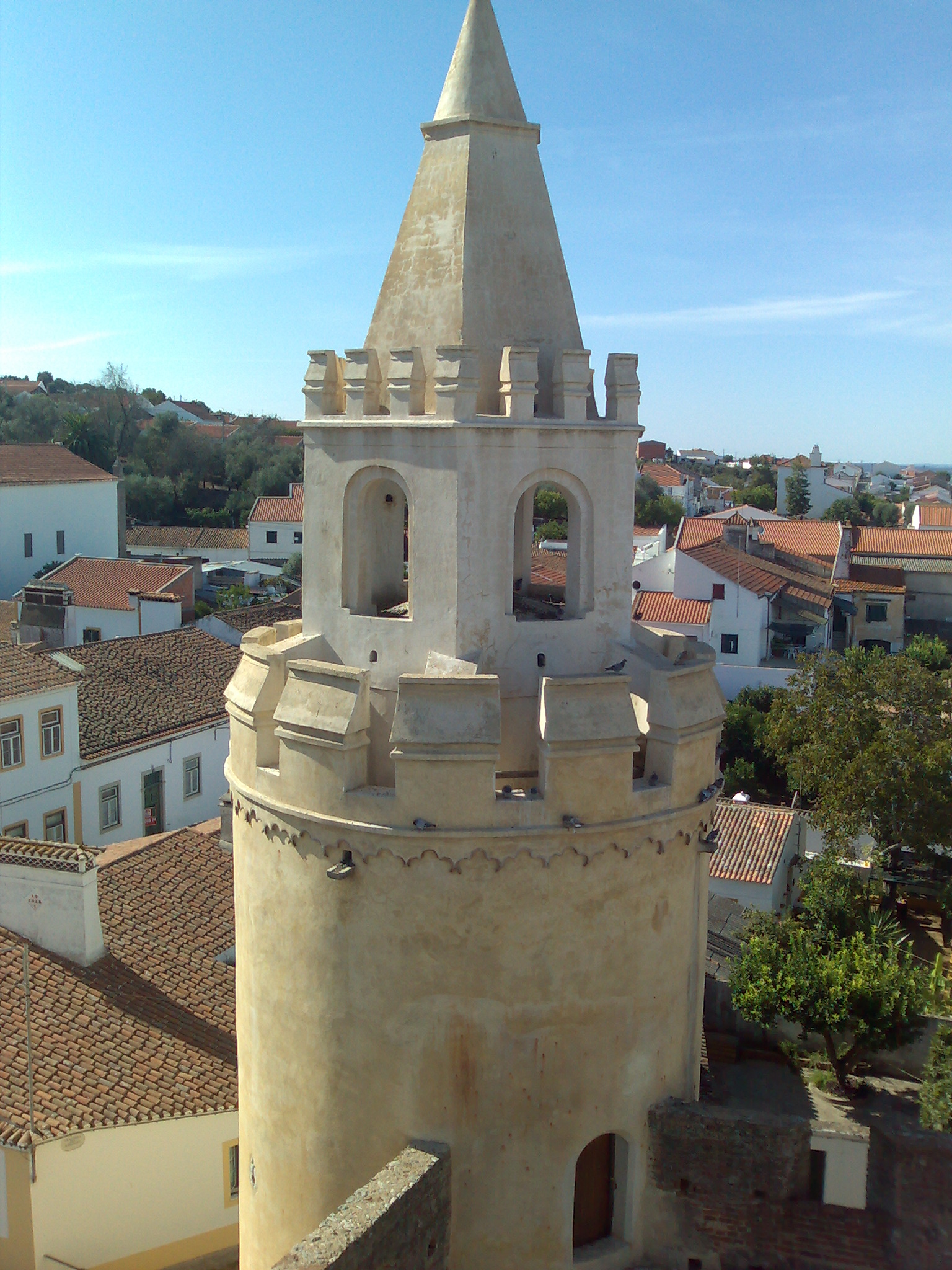
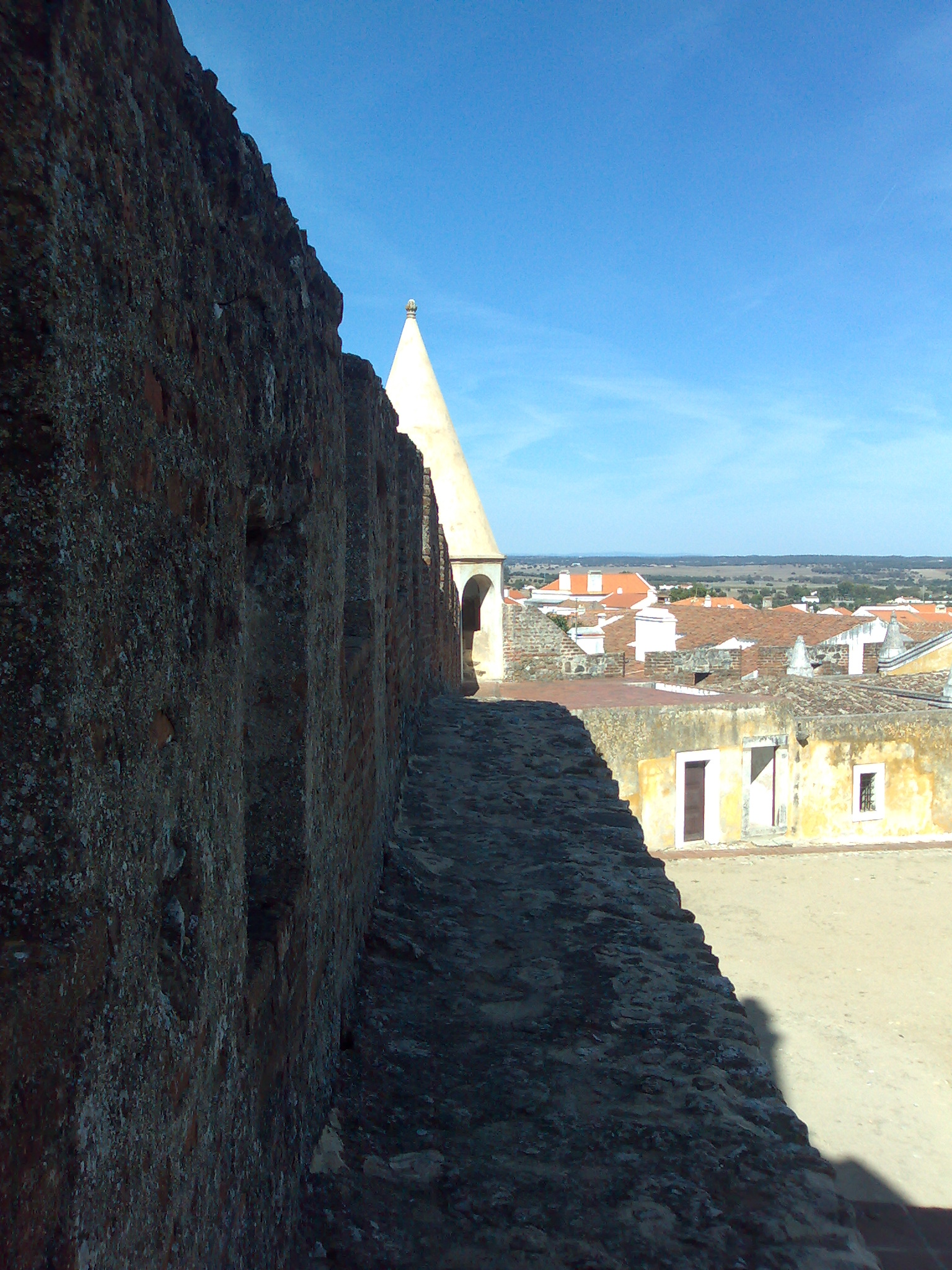
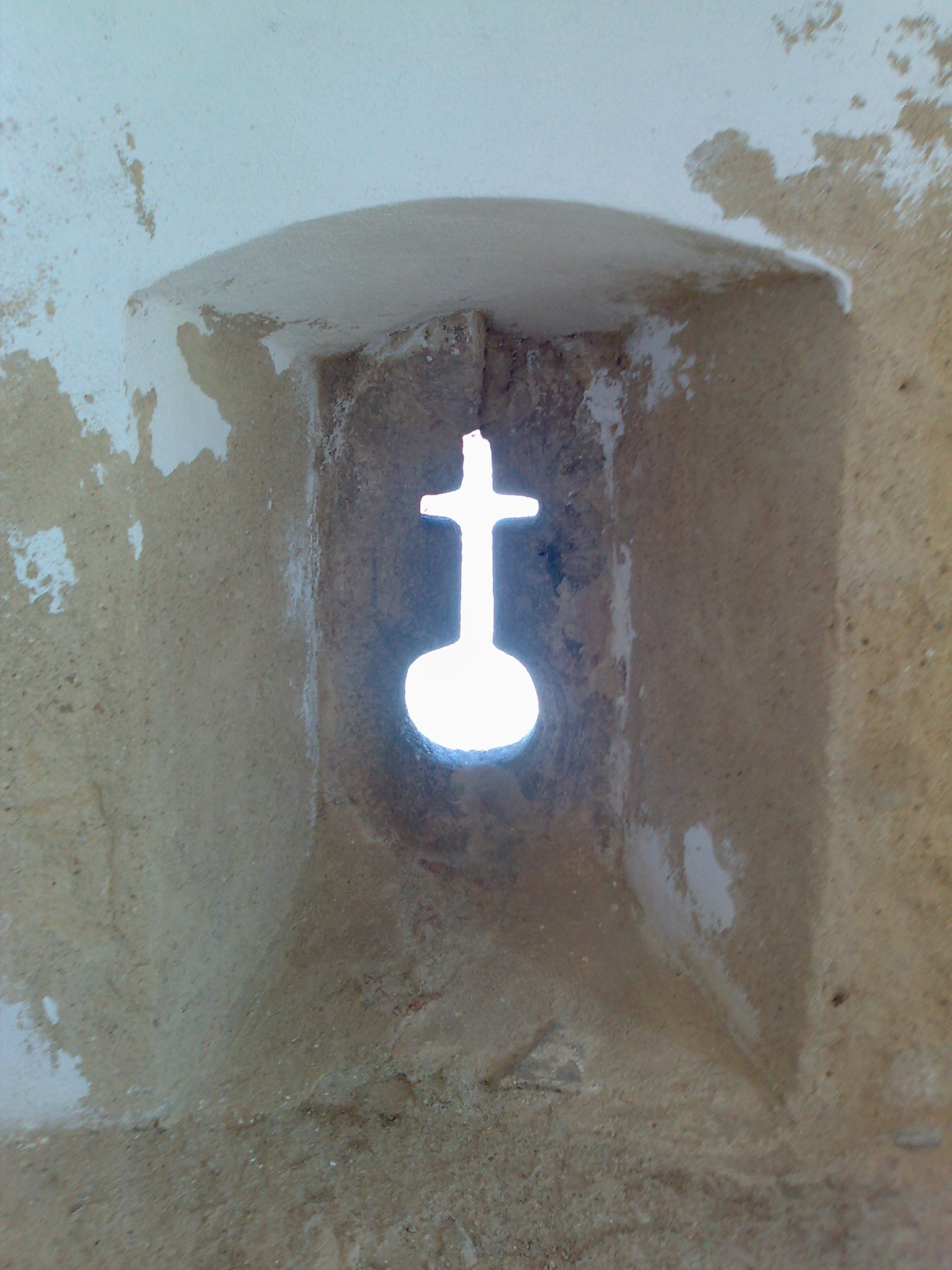
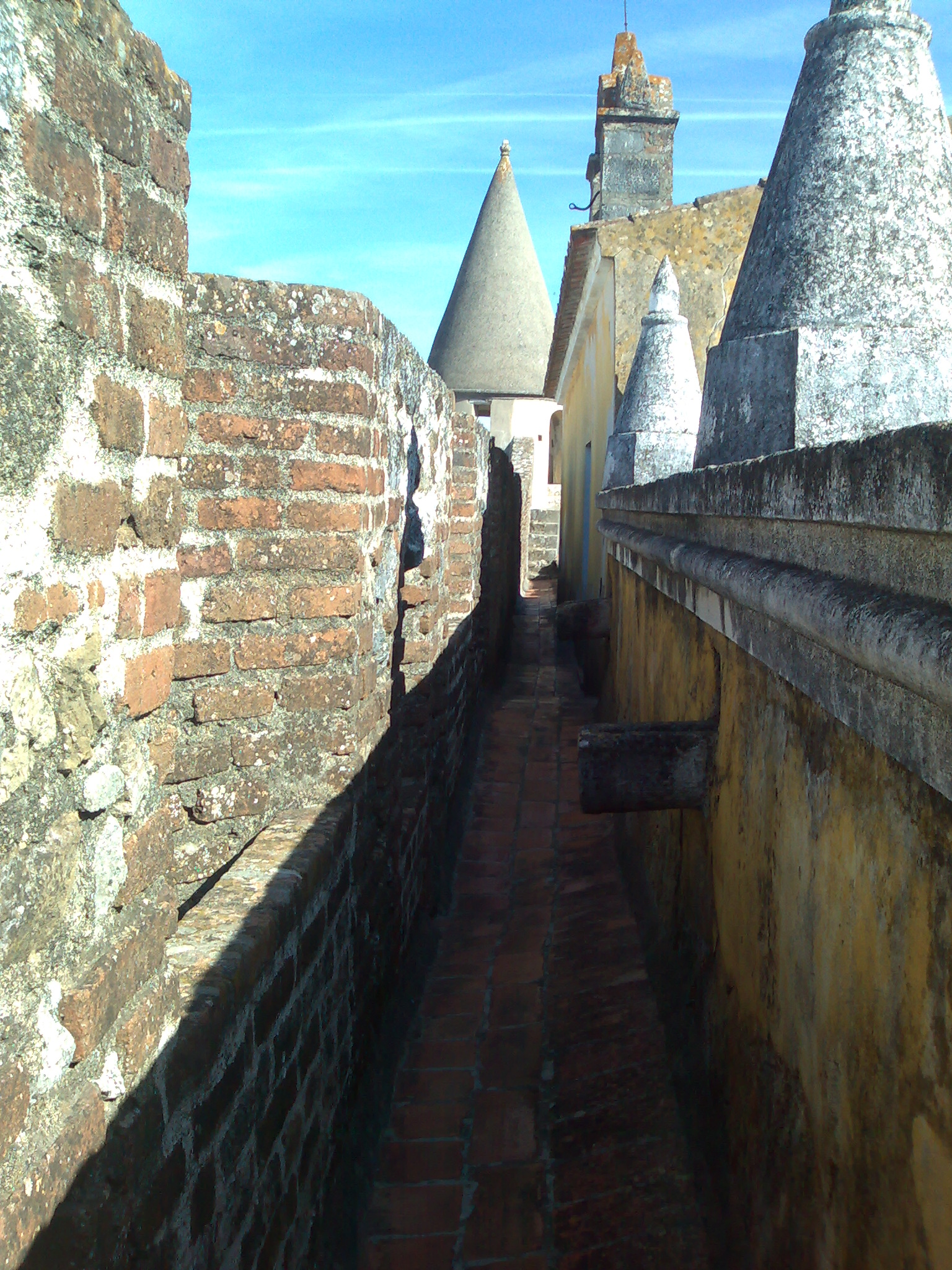
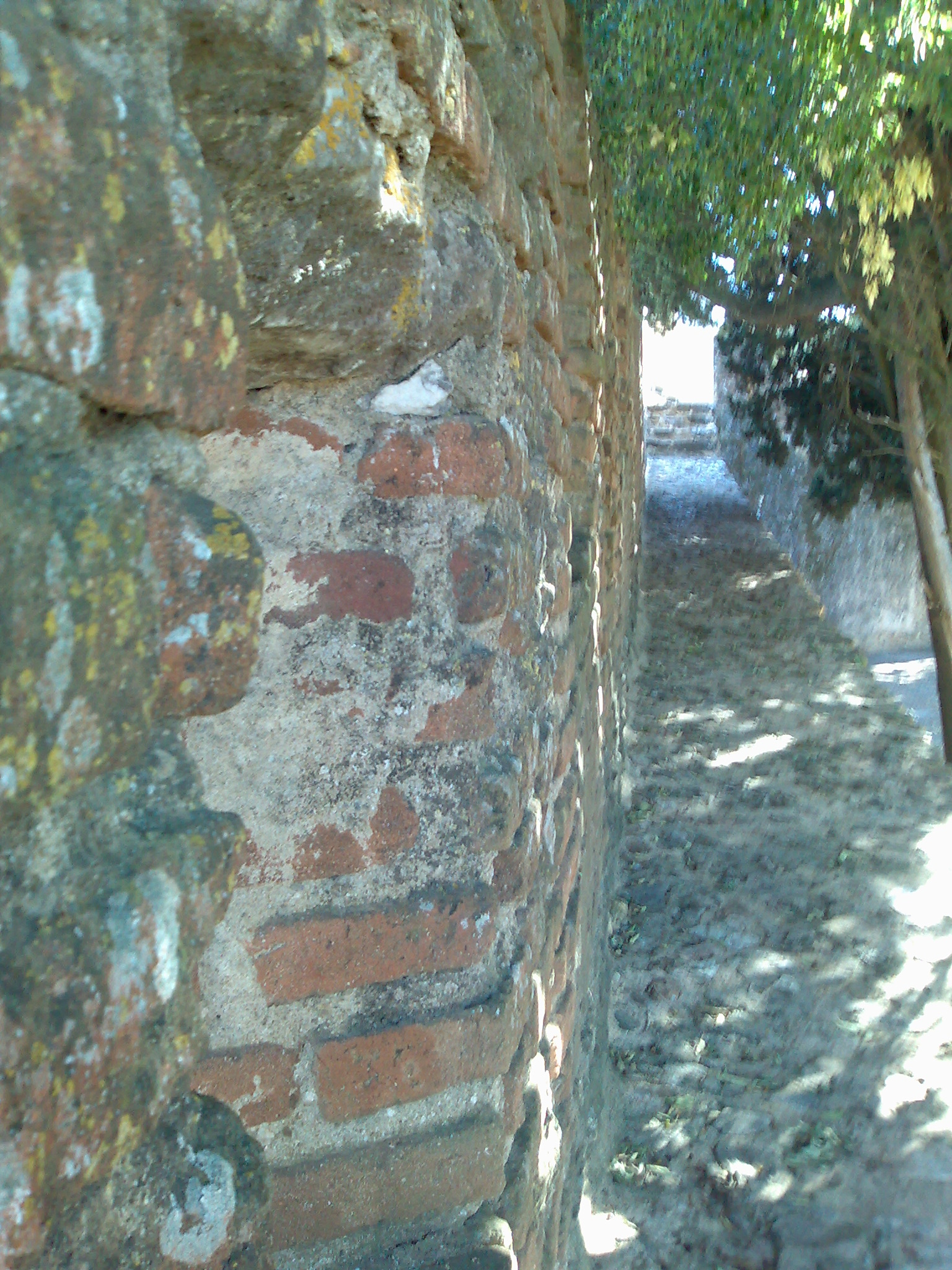
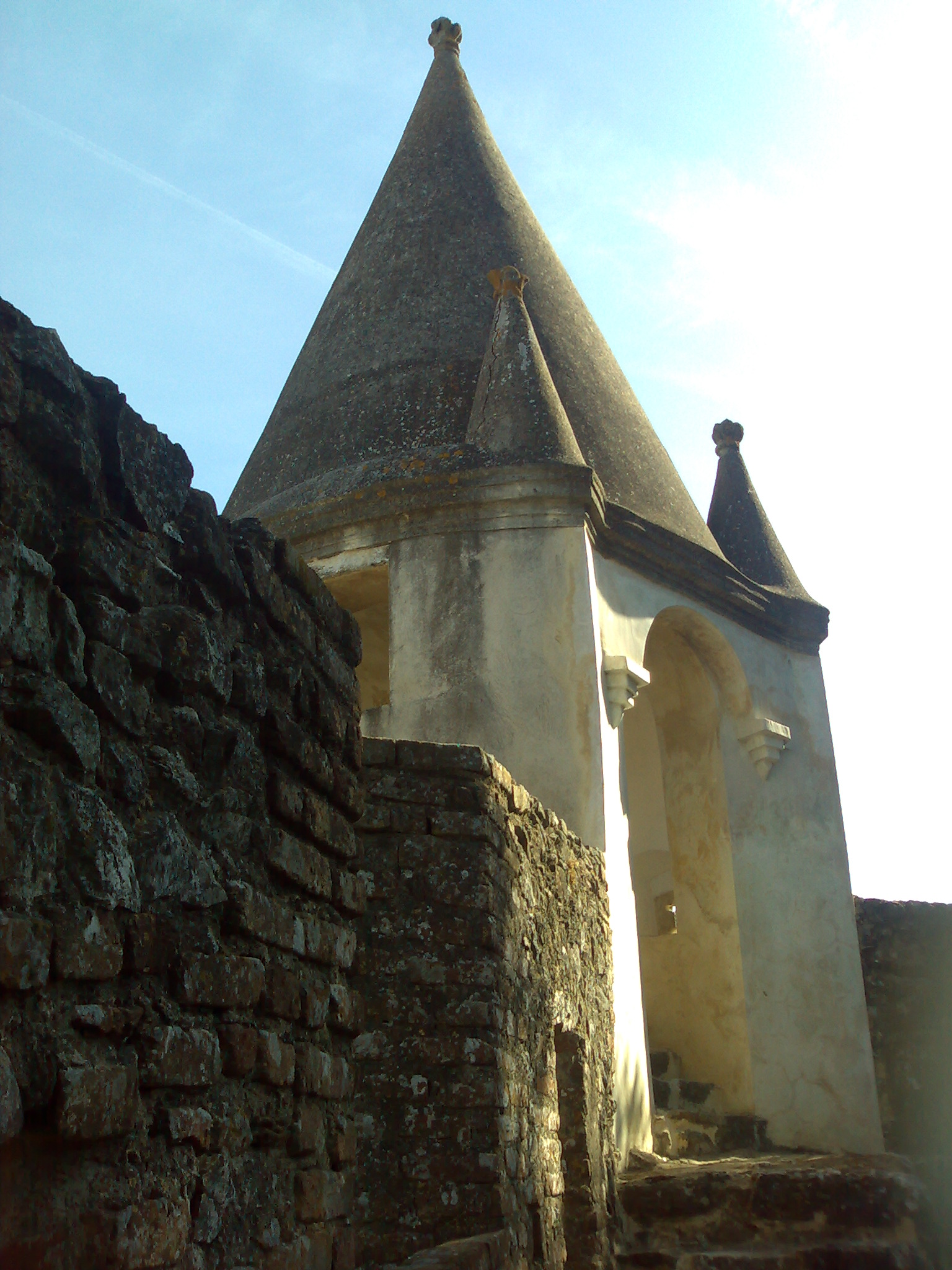
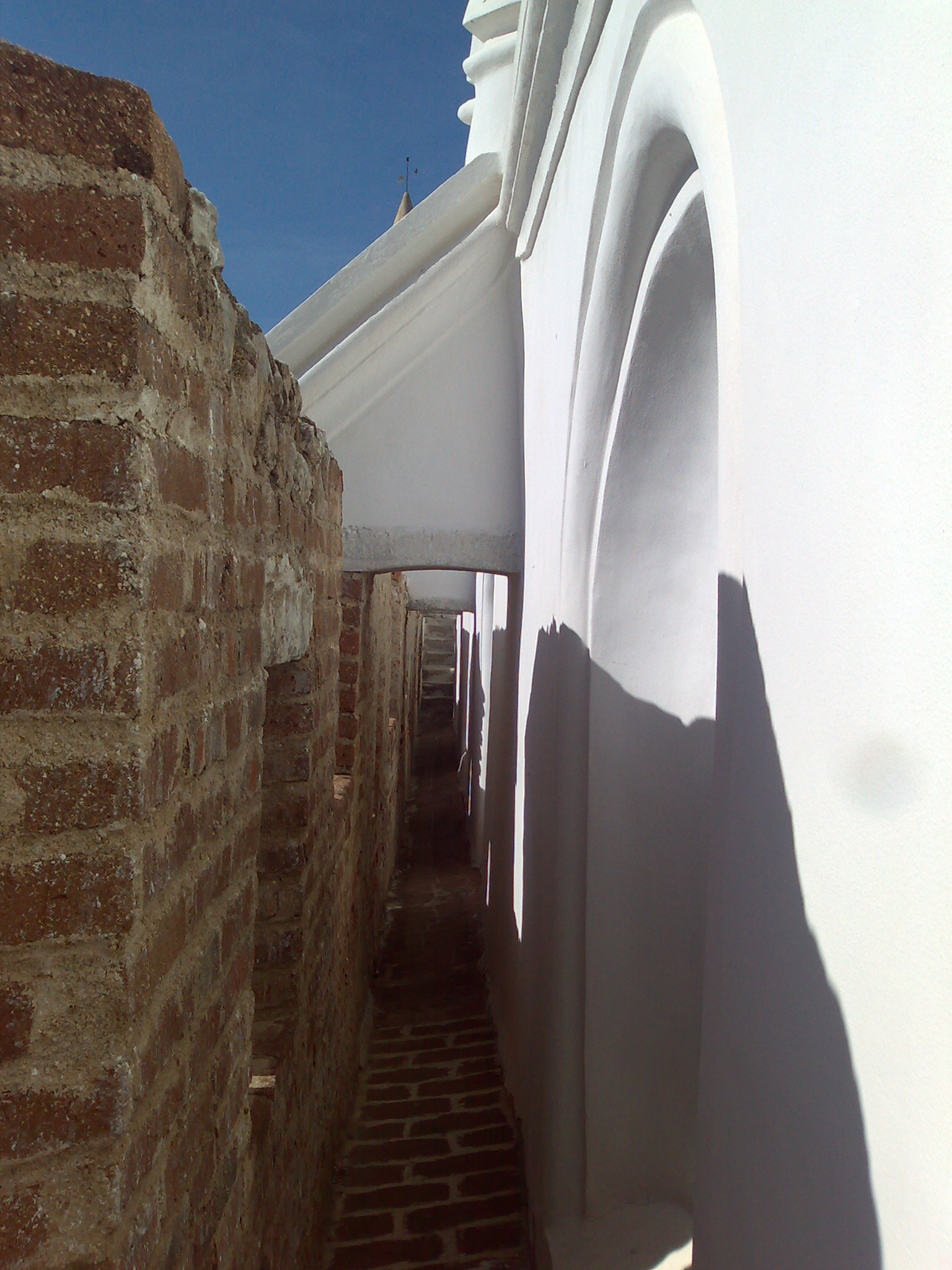